# Adrian Moss
Adrian Jamal Moss, más conocido como Adrian Moss es un jugador de baloncesto profesional estadounidense. Mide 2,04 metros de altura y ocupa la posición de pívot.

## Biografía
Se formó como jugador formando parte del equipo de baloncesto de Universidad de Florida con el que llegó a proclamarse campeón universitario de la NCAA en el 2006. Ese mismo año se marchá a Dinamarca para disputar la liga 2006-07 con el Cimbria Randers de la liga de ese país de la que es nombrado MVP al final de la misma tras promediar 26 puntos y 11,6 rebotes por partido. Tras finalizar la liga danesa tiene un fugaz paso por el Lausanne de la liga suiza con el que disputa dos partidos de play-off.
La temporada 2007-08 la inicia en las filas del Science City Jena de la Bundesliga alemana, pero tras un incidente extradeportivo es cortado y ficha por Club Baloncesto Villa Los Barrios de la LEB Oro española donde tuvo una actuación destacada promediando 15 puntos y 7,2 rebotes por partido. 
En la temporada 2008-09 fichá por el Cáceres 2016 Basket de la misma categoría donde tuvo un rendimiento irregular debido a las continuas lesiones que sufrió.
En el verano de 2009 el jugador se compromete en primera instancia con el Club Ourense Baloncesto de LEB Oro donde hubiese formado pareja con en la pintura con el australiano Alex Loughton. Sin embargo tras recibir una oferta de un club de Arabia Saudí, decide no cumplir su compromiso con el club gallego. Pese a todo tampoco acaba firmando por el club arábigo y comienza la temporada enrolado en las filas del Eisbaeren Bremerhaven de la BBL alemana, club con el que disputa un total de 15 partidos promediando 3,5 puntos y 2,7 rebotes.
La temporada 2010/11 la inicia en las filas del Hapoel Kiryat Tivon de la segunda división israelí, pero tras jugar tan sólo dos partidos con el conjunto hebreo regresa a España y ficha por el Palencia Baloncesto de la liga LEB Oro. En Palencia se convierte en una pieza fundamental del equipo, al que ayuda a conseguir la permanencia aportando 9,9 puntos y 6,4 rebotes por partido, por lo que en agosto de 2011 se anuncia su renovación por un año con el conjunto castellano-leonés. En 2013 es anunciado por Guruyú Waston como su cupo extranjero para disputar el Torneo Metropolitano de ascenso a la Liga Uruguaya de Básquetbol.

## Clubes
- 2001-2006: NCAA. Universidad de Florida.
- 2006-2007: Basket Ligaen Randers Cimbria.
- 2007: LNA Suiza Lausanne Morges Basket.
- 2007: Bundesliga-1 POM Jena.
- 2007/2008: LEB Oro Villa de Los Barrios.
- 2008-2009: LEB Oro Cáceres 2016 Basket.
- 2009-2010: Bundesliga-1 Eisbaeren Bremerhaven.
- 2010: Liga Leumit. Hapoel Kiryat Tivon.
- 2010-2013: LEB Oro Palencia Baloncesto.
- 2013-: Torneo Metropolitano (Uruguay) Guruyú Waston.